# Urga (affluente della Sura)
La Urga (in russo Урга?) è un fiume della Russia europea centrale affluente di sinistra della Sura (bacino del Volga). Scorre nell'oblast' di Kostroma. Scorre nell'Oblast' di Nižnij Novgorod, nei rajon Sergačskij, Knjagininskij, Lyskovskij, Vorotynskij, Spasskij, Pil'ninskij. Nel corso inferiore, il fiume forma il confine tra la regione di Nižnij Novgorod e la Repubblica Ciuvascia.

## Descrizione
La sorgente del fiume si trova sulle Alture del Volga, a sud-est del villaggio di Tolba e 12 km a nord-ovest della città di Sergač, nel Sergačskij rajon. Riceve 67 affluenti; il suo bacino contiene 100 fra laghi e stagni. Il più grande affluente è il fiume Imza (lungo 91 km) proveniente dalla sinistra idrografica. 
La larghezza del fiume nella parte superiore raggiunge i 4 m, nella parte centrale e inferiore i 30-40 m. Il letto del fiume nel corso superiore è sabbioso, nel corso medio e inferiore è sabbioso-limoso. Nel corso inferiore le sponde sono alte 4-5 m, prive di alberi. Scorre per lo più attraverso un terreno senza alberi e molto accidentato. La valle del fiume è ampia, sezionata da calanchi ed è densamente popolata. Una parte del fiume è bloccata da dighe. Il canale è tortuoso, nel tratto inferiore forma lanche. Confluisce nella Sura a 72 km dalla foce, 6 km a sud-ovest della città di Jadrin. Il fiume ha una lunghezza di 184 km, l'area del suo bacino è di 2 560 km².
Come gli altri fiumi della zona gela entro la fine di novembre e sino alla prima metà di aprile.